# 전사 라이안
"전사 라이안"(전사 라이안: The Last Warrior Ryan)은 한국에서 제작된 임병석 감독의 1997년 애니메이션, 가족, 모험, SF 영화이다. 윤일훈 등이 제작에 참여하였다.

## 만든 사람들
- 기획 제작: (주)씨네드림
- 제작: 윤일훈
- 총감독: 임병석
- 조감독: 정연관(언급되지 않음)
- 프로듀서: 이철민
- 제작PD: 김득환
- 각본: 최남일
- 각색: 애니로드
- 마케팅: 박지혜
- 홍보: 박선경
- 회계: 최은주

### 성우
- 라이안: 김순원
- 크루거: 박일
- 아델: 김혜미
- 마소네: 이미자
- 칼립: 박일
- 벤투라: 박영화
- 발칸: 김관철
- 유목민: 정기항
- 쥬리: 신상숙
- 론리: 이영란
- 이스틴왕: 안종익
- 괴물1: 김동현
- 괴물2: 양희문

### 애니메이션
- 제작: 필그림
- 감독: 박형인
- 캐릭터: 박형인
- 배경설정: 전극선
- 레이아웃: 이루마
- 원화작감: 이이노
- 원화: 김희강, 김태형, 박승효, 김원진, 박재현, 정규탁, 신정숙
- 동화작감: 조현주
- 동화: 현은정, 전지나, 이용한, 전종민, 한수정, 서해영, 한미옥, 한은경, 김형태, 이윤형, 최재영, 권해정, 오연화, 채건영, 이순경, 서우재, 오정미, 김명심, 신현식, 최승환
- 애니메이션첵킹: 서용, 김현주
- 화이날첵킹: 이미애
- 배경: 최미향, 김희연, 이미옥, 이대희, 이희영, 신옥철
- 제록스: 장동화
- 색지정: 김미정
- 체화A: 김혜정, 이희숙, 원소희, 양은정, 김은희, 김지영, 김미경, 이재숙, 이민주, 양현주, 박선희
- 채화B: 정은미, 조은숙, 서성아, 우지붕, 김윤숙, 이은정, 이난영, 이미정, 조정숙, 강미진, 김선미, 김혜영, 최재희
- 선화: 정성아, 고연화, 박미소, 정범준, 신숙
- 특수효과: 김정기, 김남용
- 촬영감독: 김정중(언급되지 않음)
- 촬영: 고규성, 강학수, 이상열, 이광우, 이호성
- 총진행: 박형건
- 지휘: 김계수
- 진행: 김명숙, 유승열
- 편집: 임동제

### 컴퓨터그래픽
- 제작: (주)파라다임 엄태평, 이수현, 이주희, 김성일, 김주미, 이정숙, 진솔

### 녹음
- 녹음: 블루캡
- 음악: 최만식
- SOUND SUPERVISOR: 김석원
- COORDINATOR: 최낙권
- EDITOR: 이성진, 김창섭, 이준호, 홍예영
- 성우 캐스팅: 신낙형
- 네가현상 텔레시네: 제일현상소
- 사운드 네가현상: 영화진흥공사
- 광고: (주)씨네월드
- 배급: (주)영구아트무비 오태형, 이형승, 박희준
- 도움주신분: 신상진, 고창석, 김병헌, 김정영, 만화집단버벅, 강희준, SMC SOUND WORK
- 협찬: 대교, 과학소년, 정글·인, 꽁쁘디
- 제작지원: (주)쌍용, 쌍용정보통신(주), (주)모닝글로리